# Vlado Gorišek
Vlado (Lado) Gorišek, slovenski inženir gradbeništva in telesnokulturni  delavec, * 4. januar 1925, Ljubljana, † 14. junij 1997, Ljubljana

## Življenjepis
Vlado Gorišek je leta 1953 diplomiral na Tehniški visoki šoli v Ljubljani. Najprej je bil vsestranski športnik, nato organizacijski in strokovni delavec v telesni kulturi. Posvetil se je predvsem smučanju in Planiškim skakalnicam ter bil dejaven v Mednarodni smučarski organizaciji.  Z bratom Janezom Goriškom je projektiral vrsto smučarskih skakalnic tako doma kot v tujini. Z novo letalnico v Planici zgrajeno leta 1969 na temeljih novih teoretičnih aerodinamičnih dognanj je odločilno prispeval k razmahu smučarskih poletov.
Za izgradnjo Planiške velikanke je leta 1968 skupaj z bratom prejel Bloudkovo nagrado.